# Oceania Rugby Junior Trophy 2016
El Oceania Rugby Junior Trophy del 2016 fue la segunda edición del torneo que organiza Oceania Rugby.
Esta vez se trató de un triangular por el título y clasificación al Trofeo Mundial de 2017 de Uruguay. Los partidos se llevaron a cabo en el ANZ National Stadium de Suva, Fiyi y por segundo año consecutivo el trofeo lo levantó Fiyi.

## Equipos participantes
- Selección juvenil de rugby de Fiyi (Baby Flying Fijians)
- Selección juvenil de rugby de Tonga (Junior ‘Ikale Tahi)
- Selección juvenil de rugby de Islas Cook (Islas Cook M20)

## Posiciones[2]
| Pos. | Equipo     | Encuentros | Encuentros | Encuentros | Encuentros | Tantos  | Tantos    | Tantos     | Puntos |
| Pos. | Equipo     | jugados    | ganados    | empatados  | perdidos   | a favor | en contra | diferencia | Puntos |
| ---- | ---------- | ---------- | ---------- | ---------- | ---------- | ------- | --------- | ---------- | ------ |
| 1    | Fiyi       | 2          | 2          | 0          | 0          | 68      | 16        | + 52       | 9      |
| 2    | Tonga      | 2          | 1          | 0          | 1          | 63      | 30        | + 33       | 6      |
| 3    | Islas Cook | 2          | 0          | 0          | 2          | 100     | 15        | - 85       | 0      |

Nota: Se otorgan 4 puntos al equipo que gane un partido, 2 al que empate y 0 al que pierda
Puntos Bonus: 1 punto por convertir 4 tries o más en un partido y 1 al equipo que pierda por no más de 7 tantos de diferencia
|  | Campeón y clasifica a Uruguay 2017 |

## Resultados[3]

### Primera fecha
| 26 de noviembre | Fiyi | 50 - 3  | Islas Cook |  |  |
|                 |      | Reporte |            |  |  |

### Segunda fecha
| 2 de diciembre | Tonga | 50 - 12 | Islas Cook |  |  |
|                |       | Reporte |            |  |  |

### Tercera fecha
| 10 diciembre | Fiyi | 18 - 13 | Tonga |  |  |
|              |      | Reporte |       |  |  |

| Bandera de Fiyi |
| Campeón Fiyi    |
| Segundo título  |